# 王自健
王自健（1984年3月28日—），北京市东城区人。中国相声演员，北京第二班相声大会班主。

## 生平
小学时曾获北京市四驅車比赛第三名。後曾因過度模仿電影《有話好好說》中姜文扮演的角色，成了口吃。直到2005年遇到某气功师才治愈。高中开始向《家用电脑与游戏》等杂志投稿，大学上了一年后退学，做过电视编导和建网站等工作，还曾做过诈骗观众电话费的低级电视问答。
2007年在北京师范大学某社团表演相声《打灯谜》，开始从事相声表演。后加入北京挚友相声俱乐部，2009年起开始职业相声表演，与张伯鑫搭档。2010年，因被其他公司收购恐造成德云联盟的不利影响，与班主张伯鑫等众演员退出挚友，另建北京第二班相声大会。同期在演出中表达对处在争议事件中的郭德纲的支持。
2011年3月23日，拜侯耀华为师。另已拜马岐为评书门师父。同年5月，第二班班主张伯鑫退出，王自健被举为新班主。现在王自健的搭档为陈朔。其相声中多有对近期国内外新闻的时评。
王自健曾于2012年至2017年间主持东方卫视脱口秀节目《今晚80后脱口秀》。

## 相声作品
- 《天下第一針》
- 《我爱郭德纲》
- 《歪唱太平歌词》
- 《白领人生》
- 《我是北京人》

## 主持节目
| 播出                         | 名稱               | 平台     |
| ---------------------------- | ------------------ | -------- |
| 2012年5月13日－2017年8月17日 | 《今晚80后脱口秀》 | 东方卫视 |
| 2016年                       | 《王牌帮帮忙》     | 东方卫视 |
| 2016年                       | 《笑星闯地球》     | 东方卫视 |
| 2017年                       | 《卡拉偶客》       | 爱奇艺   |

## 影视作品

### 电视剧
| 上映年份 | 剧名                     | 角色     | 備註                 |
| 2013年   | 杜拉拉之似水年华         | 赵东平   |                      |
| 2014年   | 离婚律师                 | 离婚司仪 |                      |
| 2020年   | 安家                     | 王子健   |                      |
| 2020年   | 三十而已                 | 張志     |                      |
| 2020年   | 在一起                   | 颜知远   | 單元《方舱》         |
| 2021年   | 小舍得                   | 崔經理   | 客串                 |
| 2021年   | 光芒                     | 查理     |                      |
| 2021年   | 功勋                     | 黃志明   | 單元《孙家栋的天路》 |
| 2022年   | 超越                     | 汪自来   |                      |
| 2022年   | 欢乐颂3                  | 羅北笙   | 客串                 |
| 2022年   | 我的反派男友             | 甄仙子   | 网络剧               |
| 2022年   | 米小圈上学记             | 米博文   |                      |
| 2023年   | 欢迎来到麦乐村           | 外賣小哥 |                      |
| 2024年   | 米小圈上学记第二季       | 米博文   |                      |
| 2024年   | 宣武门                   | 溥兰亭   | 2017年拍攝           |
| 2024年   | 老家伙                   | 肖林     |                      |
| 2024年   | 梦想城                   | 余嘉名     |                      |
| 2024年   | 米小圈上学记之童年时光机 | 米博文   | 网络剧               |
| 2024年   | 米小圈上学记（第三季）   | 米博文   |                      |
| 待播     | 隐瞒之事                 |          | 网络剧               |
| 待播     | 再青春                   |          |                      |

### 電影
| 上映年份 | 剧名                 | 角色   |
| 2015年   | 咱们结婚吧           | 曹大鹏 |
| 2016年   | 发条城市             | 老宋   |
| 2016年   | 你好，疯子！         | 马睿   |
| 2017年   | 瑪格麗特的春天       | 牟瓜   |
| 2019年   | 一車四仆             | 周小俊 |
| 2021年   | 我为兄弟狂(網絡電影) | 启航   |
| 2024年   | 刺猬                 | 殓导师 |